# アダルトコンテンツ
アダルトコンテンツとは、成人向けのメディア (媒体)コンテンツを指し、暴力的・性（アダルト）的要素を含んだコンテンツのことを言う。広く一般的には、Web上の性的要素を持つアダルトサイトを示す。通常、「18禁」もしくは「20禁」に指定される。
パチンコ・競馬などのギャンブルもアダルトコンテンツとみなされることがある。

## 補足
近年では、パソコン・携帯電話などのインターネット普及により、18歳以下でも容易にアダルトコンテンツ、アダルトサイトにアクセスができるため、教育上の問題ともなっている。
企業のサービスとして提供されているレンタルサーバなどでアダルトコンテンツを公開する場合は、それらに関する規約がある。その規約の程度は企業によっても違いがある。